# Водва
Водва — річка в Кардимівському районі Смоленської області Росії, права притока Дніпра. Довжина — 9,5 км. Площа водозбірного басейна — 17 км².
Витік річки знаходиться в 1 км на північний захід від села Мамоново. Впадає в Дніпро за 2,5 км на південний схід від села Пнево. Великих приток не має.
Протікає територією Соловйовського сільського поселення .
На берегах Водви розташовані 3 села: Мамоново, Єськово, Пнево.
Річка перетинає Стару Смоленську дорогу.